# Mise en relation en vente d'entreprise
La mise en relation en vente d'entreprise se définit comme l'ensemble des techniques utilisées pour permettre aux vendeurs d'entreprises d'entrer en contact avec les acheteurs d'entreprises. Parmi les techniques les plus connues, on trouve : le recours aux chambres de commerce, la diffusion dans les publications d'affaires spécialisées, les cercles de finances et d'entrepreneurs, les plates-formes Internet en vente d'entreprise, les réseaux informels (banque de financement, avocats, comptables, courtiers), etc.

## Étape d'une vente d'entreprise
L'étape de la mise en relation intervient dans le processus de vente d'un commerce ou d'une entreprise. Elle sera généralement précédée par la préparation du dossier de vente, l'évaluation de la juste valeur marchande de l'entreprise et l'élaboration d'une stratégie de vente. Et suivie par la présentation de l'entreprise, la présentation d'une offre d'achat, la négociation et la clôture de la transaction.
1. Préparation du dossier de vente
2. Évaluation d'entreprise
3. Élaboration d'une stratégie de vente
4. Mise en relation et diffusion
5. Présentation de l'entreprise
6. Présentation d'une offre d'achat
7. Négociation
8. Clôture de la transaction